# Fälttåget i Tunisien
Fälttåget i Tunisien (även känt som slaget om Tunisien) var en serie av strider som ägde rum i Tunisien under fälttåget i Nordafrika i andra världskriget, mellan axelmakterna och de allierade styrkorna. De allierade bestod huvudsakligen av brittiska trupper, inklusive polska och grekiska kontingenter, med amerikanska och franska armékårer. Fälttåget började inledningsvis framgångsrikt för de tyska och italienska trupperna, men de allierades massiva förnödenheter och numeriska överlägsenhet ledde till Axelmakternas fullständiga nederlag. Över 230 000 tyska och italienska trupper togs som krigsfångar, däribland de flesta av Afrikakåren.